# Saskia Burmeister
Saskia Burmeister (Sídney, Nueva Gales del Sur; 12 de febrero de 1985) es una actriz australiana conocida por haber interpretado a Dina Demiris en la serie Wicked Science.

## Biografía
Tiene dos hermanos Yani y Rad Burmeister (dueños de un gimnasio) y una hermana menor, la actriz Martika Sullivan.
En febrero de 2008 Saskia se casó con el actor australiano Jamie Croft, la pareja le dio la bienvenida a su primer hijo, Jackson "JJ" Croft en mayo de 2012, en junio de 2014 tuvieron su segundo hijo Bodhi Croft.

## Carrera
En 2003 se unió al elenco de la serie Wicked Science, donde interpretó a Dina Demiris hasta el final de la primera temporada en 2004.
En 2007 se unió al elenco de la serie Sea Patrol, donde interpretó a la teniente de la marina Nikki Caetano hasta 2009, después de que su personaje decidiera retirarse.
En 2011 apareció como invitada en la exitosa serie de crimen Underbelly: Razor, donde interpretó a Ida Maddocks una de las víctimas del crimen de esa época. Ese mismo año apareció en la serie Rescue Special Ops y en varios episodios de la exitosa serie australiana Home and Away, donde interpretó a Tegan Callahan, la exnovia de Darryl Braxton.
En 2012 apareció como invitada en el noveno episodio de la primera temporada de la serie Tricky Business, donde interpretó a Zoe Platt.

## Filmografía

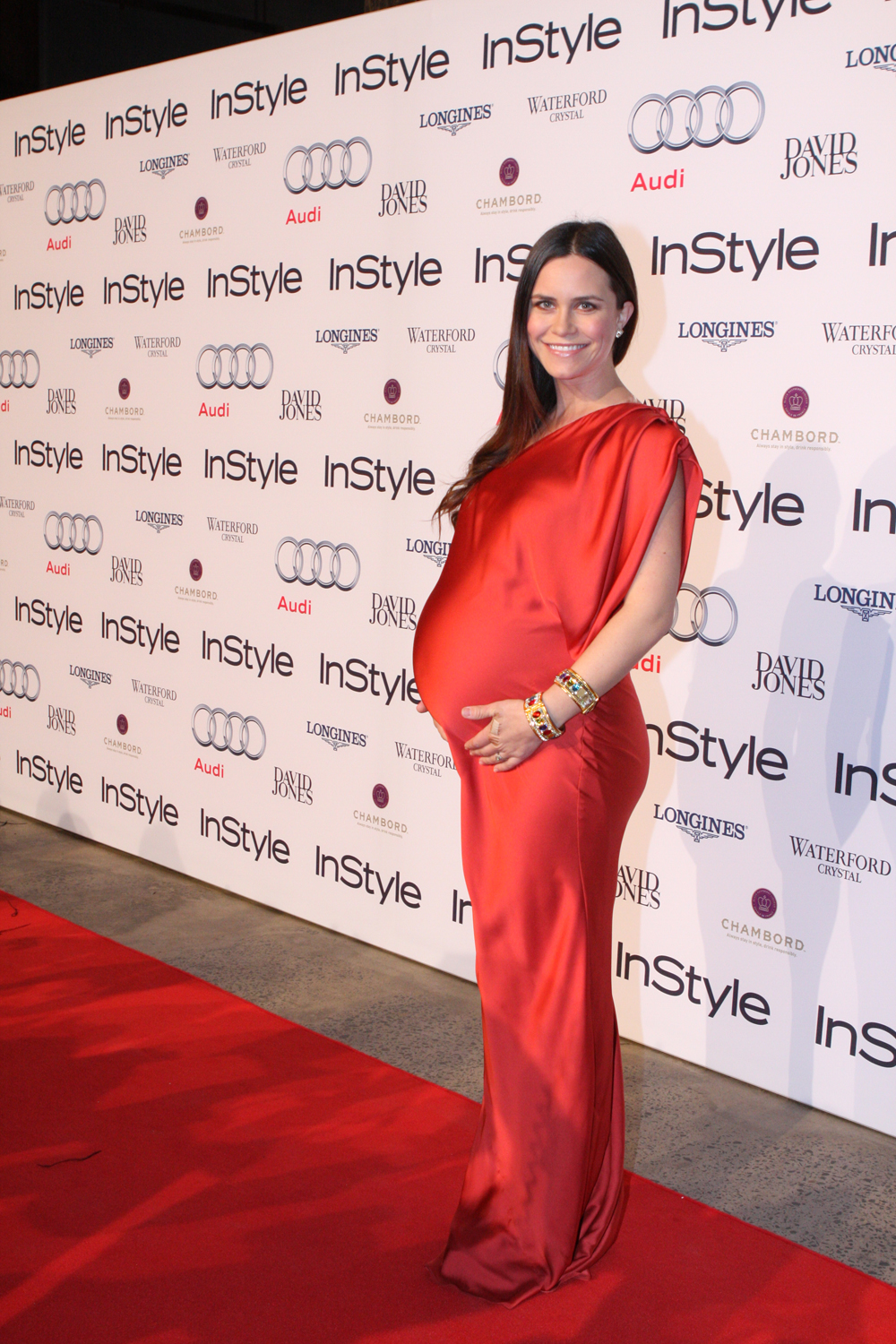
Saskia durante la entrega de los premios InStyle Women Of Style en mayo de 2012.

Televisión
| Año         | Título                                    | Personaje              | Notas                               |
| ----------- | ----------------------------------------- | ---------------------- | ----------------------------------- |
| 2012        | Tricky Business                           | Zoe Platt              | episodio "Space and Time"           |
| 2011        | Underbelly: Razor                         | Ida Maddocks           | episodio "The Darlinghurst Outrage" |
| 2011        | Home and Away                             | Tegan Callahan         | 14 episodios                        |
| 2011        | Rescue Special Ops                        | Annie Griffin          | episodio "Storm Chaser"             |
| 2007 - 2009 | Sea Patrol                                | Teniente Nikki Caetano | 39 episodios                        |
| 2007        | Pirate Islands: The Lost Treasure of Fiji | Pirata Lily            | 13 episodios                        |
| 2005        | Blue Heelers                              | Ashley Barker          | episodio "Child's Play"             |
| 2003 - 2004 | Wicked Science                            | Dina Demiris           | 26 episodios                        |
| 2000        | Water Rats                                | Victoria St. Clair     | episodio "Low Blows"                |

Cine
| Año  | Título               | Personaje          | Notas                                                                   |
| ---- | -------------------- | ------------------ | ----------------------------------------------------------------------- |
| 2012 | Min Min              | Celeste            | corto - junto a Martika Sullivan & Valentino del Toro                   |
| 2012 | Black & White & Sex  | Angie a los 7      | junto a Katherine Hicks, Roxane Wilson & Matthew Holmes                 |
| 2010 | Rampage              | -                  | junto a Christopher Showerman, Jamie Croft & Paul Cruz                  |
| 2010 | Cold Sore            | Jenna              | corto - junto a Henry Nixon & Peter McAllum                             |
| 2009 | Storage              | Zia                | junto a Matthew Scully, Robert Price, Damien Garvey & Robert Mammone    |
| 2009 | Kind og Man          | Chloe              | corto - junto a Pacharo Mzembe                                          |
| 2007 | The Jammed           | Vanya              | junto a Emma Lung, Dennis Coard, Veronica Sywak & Sun Park              |
| 2005 | The Glenmoore Job    | Sally              | junto a Simon Lyndon, Tom Budge & Richard Cawthorne                     |
| 2005 | Hating Alison Ashley | Erica Yurken       | junto a Rachael Carpani, Delta Goodrem, Craig McLachlan & Leah de Niese |
| 2005 | Jewboy               | Rivka              | junto a Ewen Leslie, Chris Haywood & Leah Vandenberg                    |
| 2004 | Thunderstruck        | Chloe              | junto a Stephen Curry, Callan Mulvey & Kestie Morassi                   |
| 2003 | The Pact             | Joven Susan Tuttle | junto a Robert Mammone, Peter O'Brien, Jamie Croft & Basia A'Hern       |
| 2003 | Ned Kelly            | Jane Jones         | junto a Joel Edgerton                                                   |
| 2002 | The Junction Boys    | Joyce              | junto a Josef Ber, Fletcher Humphrys & Nick Tate                        |

## Premios y nominaciones
| Año  | Categoría                                            | Premio     | Serie                | Resultado |
| ---- | ---------------------------------------------------- | ---------- | -------------------- | --------- |
| 2008 | Best Supporting Actress                              | AFI Award  | The Jammed           | Nominada  |
| 2008 | Best Actress - Supporting Role                       | FCCA Award | The Jammed           | Nominada  |
| 2006 | Best Guest or Supporting Actress in Television Drama | AFI Award  | Blue Heelers         | Ganó      |
| 2005 | Best lead Actress                                    | AFI Award  | Hating Alison Ashley | Nominada  |